# NGC 3282
NGC 3282 ist eine linsenförmige Galaxie vom Hubble-Typ SB0 im Sternbild Hydra südlich des Himmelsäquators. Sie ist schätzungsweise 157 Millionen Lichtjahre von der Milchstraße entfernt.
Das Objekt wurde am 5. März 1886 vom US-amerikanischen Astronomen Lewis Swift entdeckt.